# Gezelschapdier
Een gezelschapsdier, algemeen ook wel huisdier genoemd, is een gedomesticeerd dier dat door mensen wordt gehouden voor gezelschap, persoonlijk plezier of als onderdeel van het huishouden. In tegenstelling tot vee of lastdieren die men ook wel grote huisdieren noemt, worden gezelschapsdieren meestal niet gehouden voor praktische doeleinden, maar om de band die ze met hun eigenaren vormen. Bekende voorbeelden zijn honden en katten, sommige soorten knaagdieren zoals konijnen, hamsters en cavia's en bepaalde soorten vogels, vissen en reptielen.
Gezelschapsdieren bieden hun eigenaren fysieke en emotionele voordelen. Met een hond wandelen kan bijvoorbeeld zowel de mens als de hond beweging, frisse lucht en sociale interactie opleveren. Met name honden en katten kunnen steun en interactiemogelijkheden bieden aan mensen die hieraan behoefte hebben en deze niet op andere manieren kunnen vervullen, zoals oudere alleenwonenden. Huisdieren worden op verschillende manieren ingezet in de zorg en in verpleeghuizen. Therapie met dieren kan bij bepaalde patiëntgroepen van nut zijn, maar therapeutische effecten zijn beperkt wetenschappelijk aantoonbaar.
Gezelschapsdieren verschillen in grootte, gedrag en verzorgingsbehoeften. Mensen nemen meestal een huisdier voor gezelschap, om hun huis of eigendom te beschermen of om het karakter of het uiterlijk van de dieren. Sommige wetenschappers, ethici en dierenrechtenorganisaties hebben hun zorgen geuit over het houden van dieren voor dergelijke doelen, vanwege beperkingen in autonomie, dierwaardigheid en vergaande commercialisering.
De huisdiersector in Europa is aanzienlijk: in 2022 bezaten ruim 160 miljoen huishoudens in Europa minstens één gezelschapdier. In Nederland werden in 2023 ongeveer 1,8 miljoen honden en 3 miljoen katten gehouden. In België had in 2006 48% van de gezinnen een gezelschapsdier. In Wallonië hebben gemiddeld meer gezinnen een gezelschapsdier dan in Brussel en in Vlaanderen. In 2024 had 68% van de huishoudens in Wallonië een gezelschapsdier, tegenover 50% in Vlaanderen.

## Soorten gezelschapsdieren

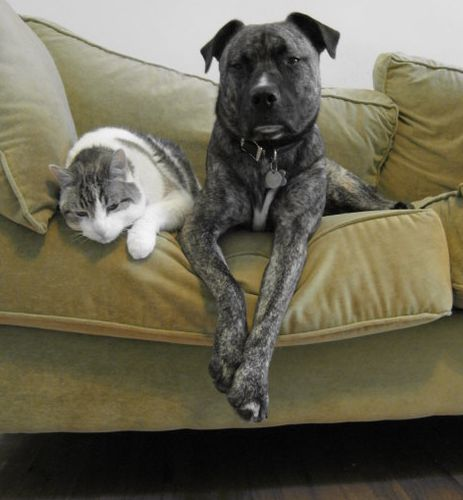
Een cyperse kat en een gemengde Molosserhond

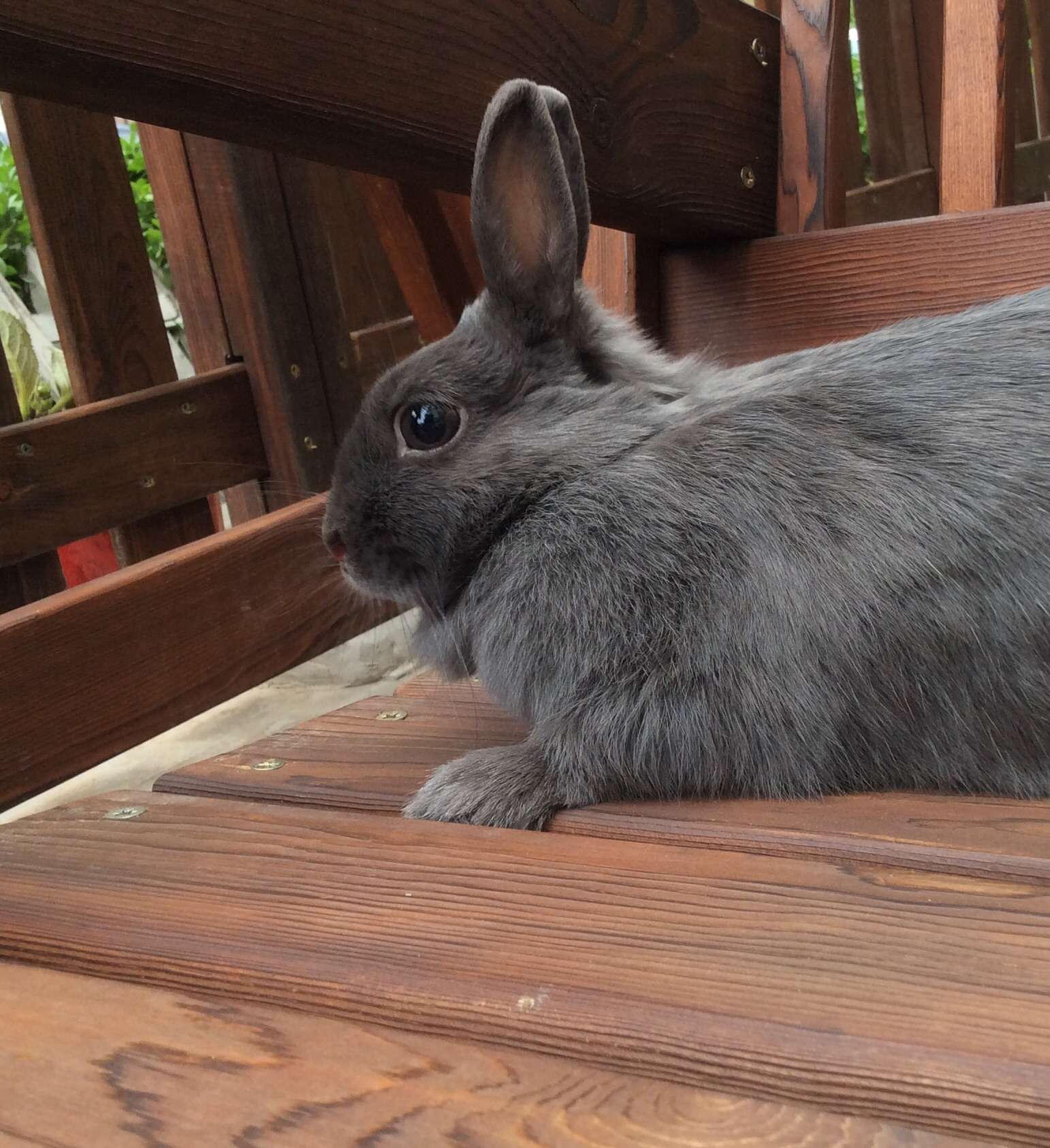
Een kleurdwerg, een klein konijnenras

De meest gebruikelijke gezelschapsdieren in Nederland en België zijn: de hond, de kat, het konijn en de goudvis, maar ook hamsters, muizen, tamme ratten, cavia's, fretten, parkieten, kanaries, hagedissen zoals de baardagame en luipaardgekko, schildpadden zoals de muskusschildpad, slangen zoals de rattenslang en vele andere dieren kunnen voor gezelschap gehouden worden. 
Sinds 2009 is er voor België een positieflijst waarop alle zoogdieren staan die in België gehouden mogen worden als gezelschapsdier. Elk gewest mag zijn eigen regels vaststellen, waardoor deze per gewest kunnen afwijken. Zo is er geen verbod voor de Aziatisch gestreepte grondeekhoorn in Brussel, zijn er voorwaarden in Wallonië, terwijl deze soort in Vlaanderen niet als gezelschapsdier mag worden gehouden. Ook voor de halfwilde Bengaalse kat en de Amerikaanse bizon verschillen de regels. De Belgische positieflijst is op 16 juli 2024 door de Raad van State van Wallonië nietig verklaard. Volgens de Raad van State zijn de argumenten van de Waalse overheid, zoals bescherming van dieren en volksgezondheid, onvoldoende onderbouwd. Daarnaast stelt het vonnis dat de lijst de illegale handel juist kan bevorderen en onterecht beperkingen oplegt aan dierhandelaren.
Per 1 februari 2015 is geprobeerd een soortgelijke lijst in Nederland in te voeren. Deze positieflijst was gebaseerd op wetenschappelijk onderzoek van de Wageningen Universiteit. De rechter heeft echter bepaald dat die positieflijst niet in stand kon blijven; inmiddels is een nieuwe lijst ingevoerd die vanaf 1 januari 2024 gevolgen heeft voor het houden van zoogdieren. Voor bezitters van dieren die niet op de huis- en hobbydierenlijst (komen te) staan, is een overgangsregeling van toepassing.

## Exotische gezelschapsdieren
Een gezelschapsdier is in de regel tam en van jongs af aan door mensen grootgebracht. Sommige exotische gezelschapsdieren zijn niet altijd eenvoudig te temmen, en soms in het wild gevangen. Over het in huis mogen houden van deze dieren bestaat veel discussie, zeker als het gaat om diersoorten die in het wild niet meer algemeen voorkomen, sterk zijn bedreigd en waarvan de gehouden dieren in het wild gevangen zijn. Enkele soorten vogelspinnen zijn hiervan een goed voorbeeld, maar ook voor bepaalde papegaaien, reptielen en amfibieën kan dit opgaan. Aan de andere kant kan juist het houden van exotische dieren bijdragen aan het in stand houden van bedreigde soorten door er mee te kweken. Een voorbeeld is de axolotl, een salamander die in het wild bedreigt wordt door habitatverlies maar dankzij hobbyisten in zeer grote aantallen in gevangenschap leeft en daardoor niet uit zal sterven, zelfs als de soort in de natuur verloren gaat.
In de meeste gevallen gaat het bij lastig te temmen dieren om dieren uit het wild die menselijk contact niet gewend zijn. Behalve invloed op natuurlijke populaties zijn er meer nadelen van wildvang, ze kunnen sneller ziek worden of sterven omdat zij verzwakt kunnen zijn van het transport en daarnaast ook ziekten en parasieten uit de natuur kunnen hebben. Er zijn veel reptielensoorten die - vooral wanneer zij in gevangenschap geboren zijn - in gevangenschap kunnen worden gehouden, lang en gezond leven en daarnaast gewend kunnen raken aan menselijk contact. 
Een hagedissensoort als de Australische wateragame staat er zelfs om bekend dat exemplaren in het wild die met mensen in aanraking komen hier snel aan wennen, zonder problemen in en rondom mensen hun tuinen en vijvers verblijven en zelfs tam gedrag naar mensen vertonen zoals zich laten voeren en aanhalen. 
In Nederland, België en sommige andere landen is het verboden om sommige soorten dieren als gezelschapsdier te houden. Meestal gaat het om exotische dieren, zoals apen, katachtigen en zeldzame vogels; in Nederland gaat het bij gefokte dieren om apen, sommige katachtigen en haviken en om niet gefokte dieren die rechtstreeks uit het wild komen. Bedreigde diersoorten mogen alleen onder bepaalde voorwaarden als gezelschapsdier gehouden worden, (denk hierbij bijvoorbeeld aan de CITES-regelgeving). Maar ook schadelijke soorten zoals de muskusrat zijn verboden als huisdier, omdat ze te veel schade kunnen veroorzaken aan de omgeving indien ze ontsnappen; hier gaat het veelal om invasieve diersoorten. Sommige dieren zijn bovendien gevaarlijk, zoals giftige slangen en schorpioenen.
Veel dieren worden gehouden in speciale ruimten, zoals reptielen en amfibieën in een terrarium of paludarium (aqua-terrarium), vissen of andere volledig aquatische waterbewoners in een aquarium, mieren in een formicarium en kreeften in een homarium.

## Gezondheidsaspecten voor mensen
Gezelschapsdieren hebben een ruimere functie dan het verschaffen van gezelligheid en kunnen op verschillende manieren de geestelijke en lichamelijke gezondheid van mensen beïnvloeden.

### Verbeteren van geestelijke gezondheid

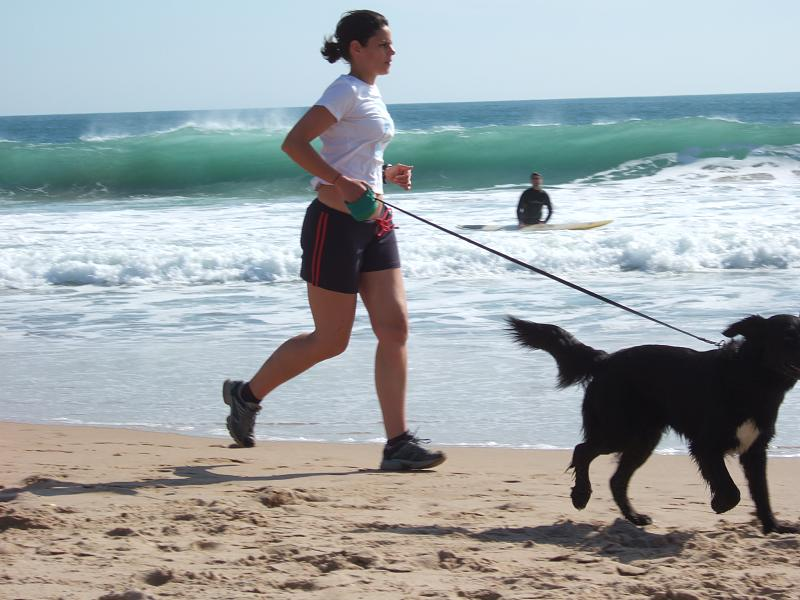
Hardlopen met de hond aan de lijn over het strand, Carcavelos (Portugal)

- Angst, eenzaamheid en depressie kunnen afnemen als de lijder een gezelschapsdier neemt. Hierdoor kan de ontwikkeling van aandoeningen die door stress worden veroorzaakt, op zijn minst worden vertraagd: bloeddruk kan afnemen, de hartslag minder gejaagd worden.[18]
- Een gezelschapsdier kan voorzien in de behoefte om aan te raken en aangeraakt te worden.
- Het bezit van een hond kan menselijk isolement doorbreken: de eigenaar komt op zijn uitlaatwandeling regelmatig dezelfde hondenbezitters tegen.
- Bij alzheimerpatiënten lijken regelmaat van leven, welbevinden en contactuitingen te verbeteren door aanwezigheid van een gezelschapsdier. Daarbij is het soort dier van minder belang: een goudvis kan soms even efficiënt zijn als een hond.[19]

### Ontwikkeling
- Gezelschapsdieren kunnen het leergedrag bij kinderen stimuleren. Hiervoor is een tweetal redenen aangegeven:
  - Emotionele betrokkenheid stimuleert het leerproces.
  - Hetzelfde geldt voor relaties die als zinvol worden ervaren.
- Er zijn aanwijzingen dat bij kinderen die met gezelschapsdieren leren omgaan, de zorgzaamheid jegens medemensen gemakkelijker tot ontwikkeling komt. Dit houdt niet noodzakelijkerwijs in dat zij ook beter voor anderen leren zorgen.
- Hoewel juist ook eenzame ouderen baat kunnen vinden bij het houden van een gezelschapsdier, komt het bezit ervan in vele landen frequenter voor in gezinnen met opgroeiende kinderen.[20]

### Verslechtering van lichamelijke en geestelijke gezondheid
Nadelige aspecten van gezelschapsdierbezit kunnen op verschillende terreinen liggen.
- Verwonding van mensen. Jaarlijks worden in Nederland ongeveer 150.000 mensen gebeten door een hond.[21] Hiervan worden er 40.000 per jaar behandeld door hun huisarts.[22] Jaarlijks overlijden enkele mensen aan een hondenbeet, tussen 1982 en 2006 (25 jaar) overleden 29 mensen aan de gevolgen van een hondenbeet.[23]
- Irritatie. Honden hebben een eigen geur en niet iedereen kan hun gedrag waarderen.
- Allergie bij mensen. Diverse gezelschapsdieren kunnen allergieën veroorzaken of activeren.
- Ziekten of parasieten bij mensen. Katten en honden hebben parasieten die soms ook op mensen kunnen overgaan, zoals vlooien.
- Verdriet bij mensen. De dood van een gezelschapsdier leidt doorgaans tot verdriet, niet zelden ook tot stress.

## Nadelige effecten voor dieren en natuur
- Schade aan natuur. Ontsnapte katten of honden kunnen verwilderen en dit heeft invloed op de natuur in de omgeving, zoals bij zwerfkatten. Katten kunnen doorgaans vrij struinen en doden grote aantallen vogels, amfibieën en hagedissen. Een wetenschappelijke meta-analyse van 2023[24] bevestigde deze trend.
- Schade aan dieren zelf. Niet in de laatste plaats kunnen huisdieren zelf de nadelige gevolgen van verwaarlozing of mishandeling ondergaan.

## Aantal honden en katten in Nederland
| Jaar | Aantal honden (mln) | Aantal katten (mln) | Bron   |
| ---- | ------------------- | ------------------- | ------ |
| 2009 | 1,9                 | 3,3                 | [ 25 ] |
| 2017 | 1,5                 | 2,6                 | [ 26 ] |
| 2019 | 1,7                 | 2,9                 | [ 27 ] |
| 2021 | 1,8                 | 3,2                 | [ 28 ] |
| 2022 | 1,8                 | 3,0                 | [ 29 ] |
| 2023 | 1,8                 | 3,0                 | [ 30 ] |

Cijfers van Dibevo

## Juridisch
Juridisch-technisch zijn dieren in principe roerende goederen. Dieren hebben dus geen rechten of plichten, maar er zijn wel rechtsregels die dieren beschermen.
In het arrest Stenholmen oordeelde het Hof van Justitie van de Europese Unie dat dieren ook voor btw-doeleinden goederen zijn.

## Zie ook

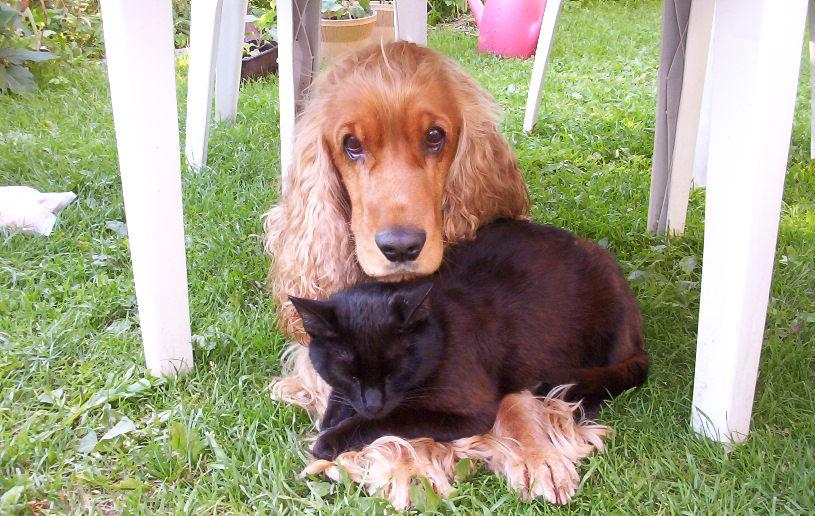
Honden en katten reageren vaak agressief op elkaar, maar ze kunnen ook aan elkaar wennen. Hier een Engelse cockerspaniël en een kat.
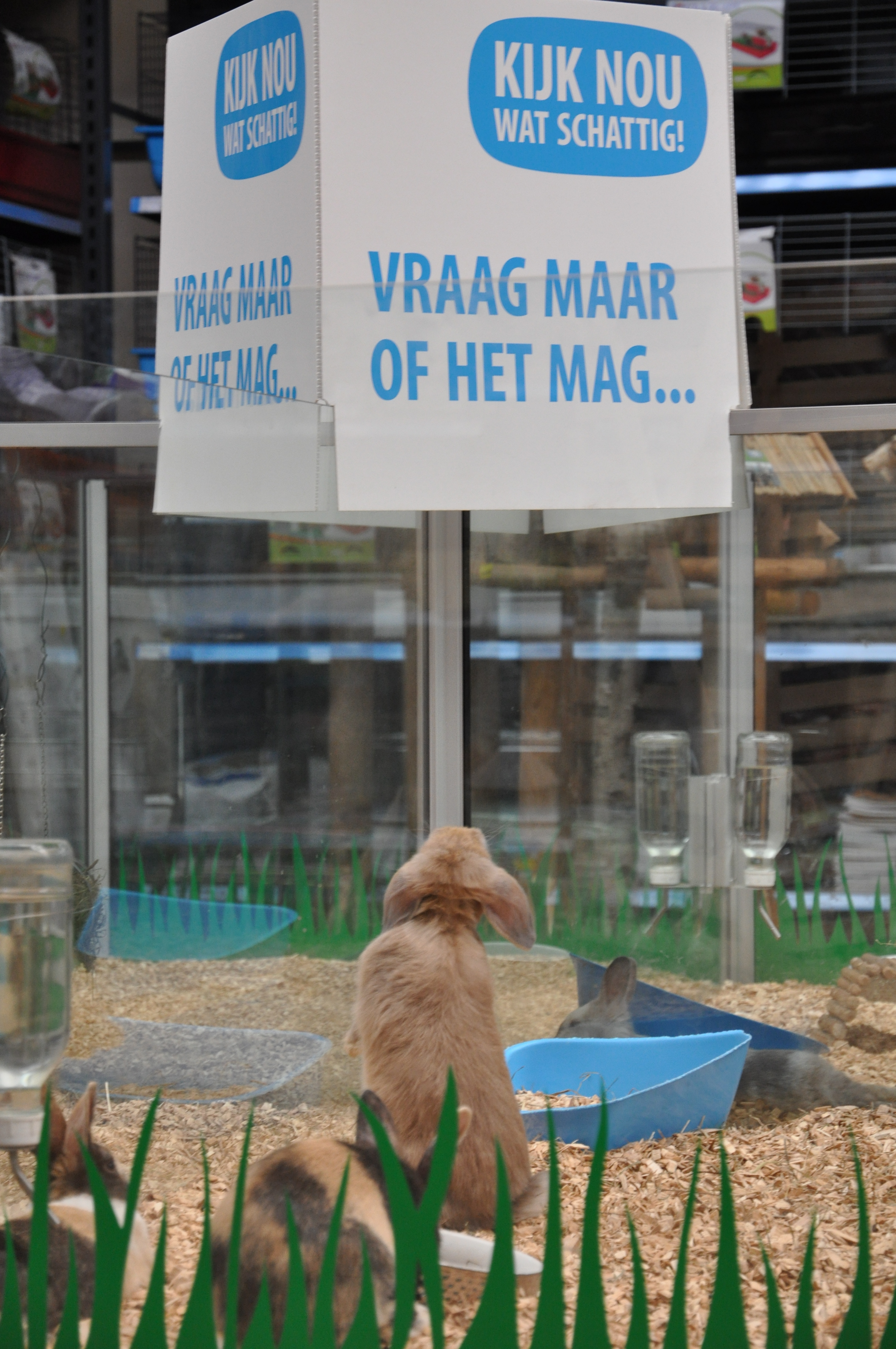
Verkoop van konijnen in een dierenwinkel.
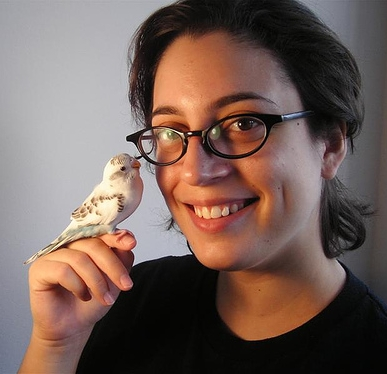
Parkieten kunnen erg tam worden.